# Nieustraszeni
Nieustraszeni (fr. Les Intrépides) – francuskojęzyczny kanadyjski serial kryminalno-przygodowy dla dzieci. Powstawał pomiędzy rokiem 1993 a 1996. W tym czasie nakręcono 52 odcinki 26-minutowe.

## Krótki opis
Opowiada przygody dwojga nastolatków – Kanadyjczyka Toma i Francuzki Julie, których rodzice pobierają się, a oni – już jako rodzeństwo – zakładają własną audycję radiową, w ramach której nawiązują kontakt z rówieśnikami i pomagają im w rozwiązywaniu ich problemów, często o charakterze kryminalnym.

## Obsada
- Jessica Barker jako Julie (24 odcinki)[1]
- Lorànt Deutsch jako Tom (24)
- Danielle Proulx jako matka Julie (17)
- Luc Gentil jako ojciec Toma (19)
- Tchee jako Trahn (20)
- Vincent Bolduc jako Antoine (1)
- Michèle Deslauriers jako złodziej skrzypiec (4)
- Patrick Labbé (2)
- Nar Sene jako Sarakola (2)
- Serge Boutin (2)
- Anaïs Goulet-Robitaille (2)
- Jean Pierre Bergeron (1)
- Denis Bouchard (1)
- Pierre Chagnon (1)
- Hugolin Chevrette-Landesque (1)
- Francis Renaud (1)
- Hilale Zegane jako Faouzi (1)
- Vincent Cassel (1)
- Anik Vermette (1)
- Noé Cendrier jako Begon (1)
- Charlotte Laurier (1)
- Marc Désourdy (1)
- Francine Grimaldi (1)
- Charles Maramot jako Jevel (1)
- Michel Barrette (1)
- François Marret jako Super-Croix (1)
- Atchi Lin jako Rocco (1)
- Marie-Claude Michaud (1)
- Carmen Ferland (1)
- Daniel Tonachella jako Le Vigile (1)
- Fatiha Cheriguene jako pani Akari (1)